# Акбарисово
Акбарисово (баш. Акбарыҫ) — село в Шаранском районе Республики Башкортостан Российской Федерации. Административный центр  Акбарисовского сельсовета.

## География

### Географическое положение
Расстояние до:
- районного центра (Шаран): 18[3] км,
- ближайшей ж/д станции (Туймазы): 50 км.

## Население
| 2002 | 2009 | 2010 |
| ---- | ---- | ---- |
| 534  | ↘506 | ↘437 |

### Национальный состав
Согласно переписи 2002 года, преобладающая национальность — марийцы (79 %).